# Пелягинец
Пелягинец — деревня в Кичменгско-Городецком районе Вологодской области.
Входит в состав Кичменгского сельского поселения (с 1 января 2006 года по 1 апреля 2013 года входила в Куриловское сельское поселение), с точки зрения административно-территориального деления — в Куриловский сельсовет.
Расстояние до районного центра Кичменгского Городка по автодороге составляет 39 км. Ближайшие населённые пункты — Заюжье, Демино, Кондратово.
Население по данным переписи 2002 года — 14 человек.